# 比菲涅库尔
比菲涅库尔（法語：Buffignécourt，法語發音：[byfiɲekuʁ]）是法国上索恩省的一个市镇，属于沃苏勒区。

## 地理
比菲涅库尔（47°48'48"N, 6°1'6"E）面积6.27 平方千米，位于法国勃艮第-弗朗什-孔泰大區上索恩省，该省份为法国东部内陆省份，北起顺时针与孚日省、贝尔福地区省、杜省、汝拉省、科多尔省和上马恩省接壤。
与比菲涅库尔接壤的市镇（或旧市镇、城区）包括：孔特雷格利斯、阿芒斯、博莱、蒙蒂勒莱博莱。

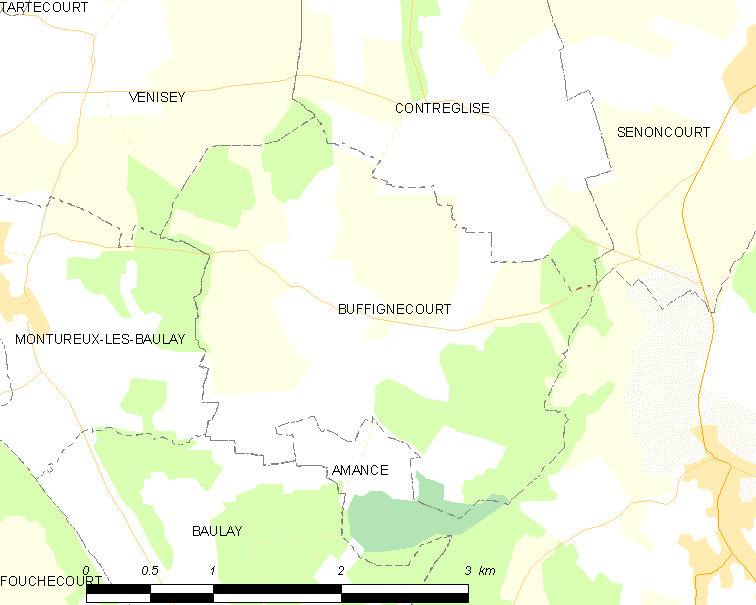
比菲涅库尔的OSM定位图

比菲涅库尔的时区为UTC+01:00、UTC+02:00（夏令时）。

## 行政
比菲涅库尔的邮政编码为70500，INSEE市镇编码为70106。

## 政治
比菲涅库尔所属的省级选区为索恩港县。

## 人口

1962-2008年间比菲涅库尔人口变化图示

比菲涅库尔于2022年1月1日时的人口数量为129人。